# Паул Бергон
Паул Бергон (фр. Louis Jacques Paul Bergon; 27. септембар 1863 — 27. јануар 1912) је био француски фотограф, музичар и природњак.

## Биографија
Рођен је 27. септембра 1863. у Паризу, као син банкара. Са фотографисањем су га упознали чланови његове породице. Око 1885. године озбиљно је започео своју фотографску каријеру. Сматра се важним представником пикторијализма. Члан Француског друштва фотографије је од 1896, експериментисао је са фотографијом у боји појавом Autochrome Lumière (1907). Специјализовао се за фотографисање актова.
У области орхидологије био је коаутор монографије орхидеја из Европе: северне Африке, Мале Азије и Русије. Његова монографија о дијатомеји је касније преведен на енглески језик и објављен под насловом Diatomaceae : Bergon's monograph on Entogonia : translation into English of descriptions of species and varieties. Године 1906. постао је члан Француског ботаничког друштва. Француска академија науке доделила му је Prix Thore 1909.

## Дела
- Danse d'Espagne, 1895
- Danse javanaise, 1895
- Femme nue dans la nature
- Femme drapée dans un paysage
- Nu allongé
- Art photographique : le nu et le drapé en plein air, 1898.[2][5]